# إقليم كانكوزو
إقليم كانكوزو (بالإنجليزية: Cankuzo Province) هو إقليم في بوروندي، بلغ عدد سكانه 228,873  نسمة وذلك حسب إحصائيات سنة 2008، عاصمته كانكوزا ‏، تبلغ مساحته 1,964.54 كيلومتر مربع.

## الموقع
يشترك في الحدود مع:
- إقليم روييغي
  - إقليم كاروزي
  - إقليم موينغا.

## التقسيمات الإدارية
- كانكوزا  [لغات أخرى]‏
- Commune of Cendajuru [الإنجليزية]‏
- Commune of Gisagara [الإنجليزية]‏
- Commune of Kigamba [الإنجليزية]‏
- Commune of Mishiha [الإنجليزية]‏.